# 中井貴惠
中井 貴惠（なかい きえ、1957年〈昭和32年〉11月27日 - ）は、日本の女優、エッセイスト。東京都出身。田園調布雙葉中学校・高等学校、早稲田大学第一文学部 → 日本文学科卒業。芸名「貴恵」の名付け親は木下惠介。

## 来歴・人物

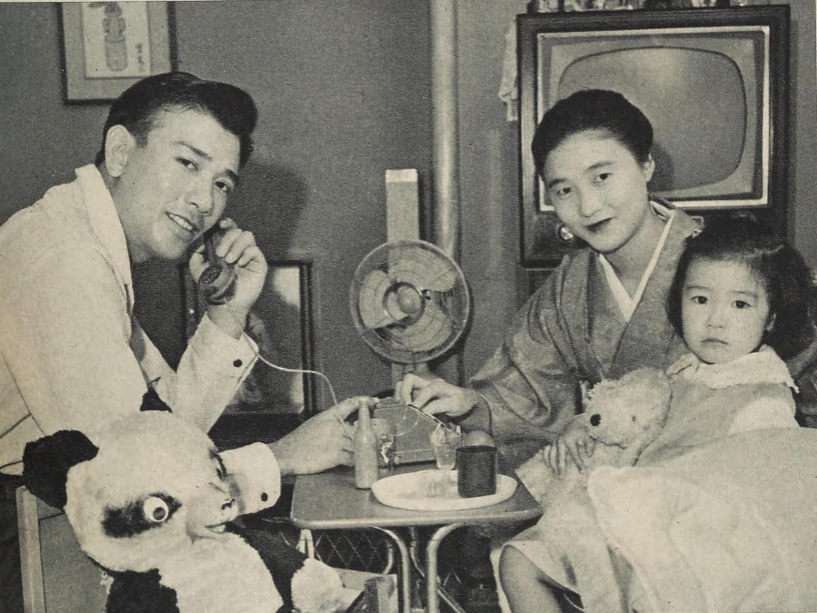
父親の佐田啓二、母親の益子とともに（1960年）

戦後のスターで、松竹三羽烏と言われた俳優・佐田啓二の長女として生まれた。1964年、小学生になって初めての夏休みに佐田が交通事故で他界し、その事故直前に蓼科高原の別荘に家族で過ごしたのが父との最後の思い出となった。当時まだ6歳だったこともあり、生前の父の仕事についてあまり良く知らなかったが、父の死後、生前出演した映画を何本も見ることで俳優としての父を知ったという。
弟は俳優の中井貴一である。貴一は、仕事では姉の喜惠と共演したくないという姿勢であり、同じドラマに出演した際には一度も共演するシーンがなかった。
早稲田大学第一文学部在学中に女優デビューすることになり、1978年、市川崑監督の映画『女王蜂』（東宝）で女優デビューする。トップクレジットではないものの、ヒロイン役であり、本人によると「この映画は死んだ父に今の私ができるたった一つのプレゼント」との思いで撮影に臨んでいたという。この映画で数々の新人賞を受賞した。早稲田大学は一部から二部へ転部し、日本文学科を卒業した。
1982年、『あゝ野麦峠 新緑篇』（東宝）、『制覇』（東映）で第6回日本アカデミー賞優秀助演女優賞を受賞。以後、映画やテレビドラマ・CMに出演し、同年公開の映画『人生劇場』（東映）にてヌードを披露した。
1987年の結婚を機に女優業を休業。夫は土木建設コンサルタント技術者。その後、夫の勤務地であるアメリカのニューハンプシャー州に移り、帰国後は札幌に居住していた。現在は東京在住。2女の母。
1998年から、絵本朗読を行う「大人と子供のための読みきかせの会」の活動を続けている。なお、「大人と子供のための読みきかせの会」は本名の「中沢貴恵子」併記で活動している。2009年からは、小津映画を音楽家とのコラボレーションで朗読公演にした「音語り」を行っている。「晩春」をはじめ、「秋日和」「東京物語」「お早よう」「秋刀魚の味」「麥秋」の全6作品のシリーズを、小津安二郎記念蓼科高原映画祭などで演じている。

## 主な出演作品

### 映画
- 女王蜂 （1978年）
- 聖職の碑 （1978年）
- 病院坂の首縊りの家 （1979年）
- 制覇 （1982年）
- あゝ野麦峠 新緑篇 （1982年）
- 人生劇場 （1983年）
- 生きてはみたけれど 小津安二郎伝 （1983年）
- 必殺! THE HISSATSU （1984年）
- 哀しい気分でジョーク （1985年）
- 必殺! ブラウン館の怪物たち （1985年）
- 食卓のない家 （1985年）
- じんじん （2013年）

### テレビドラマ
- 1980年
  - TBS「青春諸君!夏」
  - NHK総合 銀河テレビ小説「優しさごっこ」
  - TBS「微笑天使」
- 1981年
  - NHK総合 銀河テレビ小説「まわりみち」
  - フジテレビ「江戸の用心棒」 ゆき役
- 1982年
  - 日本テレビ「田中丸家御一同様」 - 田中丸志野役
  - フジテレビ「うちの嫁さんどっちむいてプイ!」
  - テレビ朝日ゴールデンワイド劇場 / 終着駅はまだ遠い（1982年5月24日） - 石川恵子 役
- 1983年
  - TBS「男はたいへん」
  - TBS「ああ・転勤家族」（東芝日曜劇場）
  - TBS ザ・サスペンス「妻は告白する」 - 宗方理恵役
  - フジテレビ月曜ドラマランド「どっきり天馬先生・僕の学校の校医さんはオッチョコチョ医?!」
  - NHK総合 銀河テレビ小説「やつらの戦い」 - 早苗役
  - 日本テレビ「黒い雨・姪の結婚」 - 閑間矢須子役
- 1984年
  - NHK総合「風の墓標」 - 多美 役
  - テレビ東京「若き血に燃ゆる〜福沢諭吉と明治の群像」
  - フジテレビ「いけない恋人」
  - 日本テレビ「25才たち 危うい予感」
  - フジテレビ「乾いて候」
  - 日本テレビ 火曜サスペンス劇場「蒼い愛の秘密」 - 直美 役
- 1985年
  - NHK総合 銀河テレビ小説「やつらの戦い2」 - 早苗役
  - NHK総合 「破獄」 - マキ子役
  - フジテレビ「間違いだらけの夫選び」
  - テレビ朝日「見込み違い夫婦」
- 1986年
  - 日本テレビ「なんて素敵にジャパネスク」
  - テレビ朝日「松本清張の黒い樹海」 - 笠原祥子役
- 1987年
  - フジテレビ「同級生は13歳」
  - TBS 「新人類スチュワーデス二人旅」 - 影木裕美役

### ラジオドラマ
- 1984年
  - 光る壁画 (1984年11月23日、NHKラジオ第1)[7]

### バラエティ・情報番組・アニメ
- フジテレビ「なるほど!ザ・ワールド」レポーター
- NHK総合「連想ゲーム」レギュラー
- NHK総合「にんげんマップ」キャスター（1994年）
- NHK総合「産地発!たべもの一直線」
- TBS「クイズダービー」ゲスト解答者（1983年12月10日、1987年12月5日）-独身時の1983年に出演した時は6勝2敗とかなりの好成績だったが、結婚後の1987年に出演した時は0勝8敗という両極端な結果だった。
- テレビ東京 世界名作ものがたり　おはなしおねえさん(1981年)
- テレビ東京 世界名作ものがたり　ベルとかいじゅう王子(1981年)
- BS朝日 ノバルティスファーマスペシャル「もう一度会いたい素顔の夏目雅子〜親友・中井貴恵が時を訪ね行く…〜」（2010年3月28日）

### CM
- カネボウ化粧品 1978年
- ライオン クリニカライオン→クリニカDFCライオン 1983年 - 1994年
- 花王 ブローネヘアマニキュア（1996年-1998年）

## 書籍
- 「貴恵のニューイングランド物語」文化出版局（1990年）ISBN 978-4579303175
- 「娘から娘へ」文化出版局（1994年）ISBN 978-4579303557
- 「父の贈りもの」角川書店〈角川文庫〉（1997年）ISBN 978-4043411023
- 「ピリカコタン～北の大地からのラブレター」角川書店（2000年）ISBN 978-4043411047
- 「赤毛のアンを探して」角川書店（2002年）ISBN 978-4043411054
- 「手話ボランティア入門」旬報社（2003年）ISBN 978-4845108077
- 「大人と子供のための読みきかせの会―「5年間の物語」」ブロンズ新社（2003年）ISBN 978-4893092878
- 「ラブレターズ」「小津安二郎 大全」朝日新聞出版（2019年）に収録ISBN 978-4022515995

### 絵本
- 「大きな木のおくりもの」（訳）あすなろ書房 ISBN 9784751514481（1996年）
- 「おおきなかぶ」（訳）ブロンズ新社 ISBN 9784893091819（1999年）
- 「あかちゃんがうまれたよ」（訳）岩崎書店 ISBN 9784265801336（2004年）
- 「いたずらこねこ」（訳）ほるぷ出版 ISBN 9784593504336（2004年）
- 「はらぺこかいじゅう」（訳）ブロンズ新社 ISBN 9784893093240（2004年）
- 「はだかの王さま」（再話）ブロンズ新社 ISBN 9784893093431（2005年）
- 「くるみわり人形」（抄訳）ブロンズ新社 ISBN 9784893094506（2008年）

## エピソード
- 父である佐田と親しくしていた小津安二郎が1963年12月12日に亡くなる約1ヶ月前の11月14日、当時5歳だった貴惠は、病床の小津を見舞い、一緒に「スーダラ節」「幸福を売る男」を歌っている[8]。
- 27歳で夭折した夏目雅子とは、共演こそ少なかったが、プライベートでは親交が深かった（2010年3月放送の『もう一度会いたい素顔の夏目雅子 〜親友・中井貴惠が時を訪ね行く… 〜』（BS朝日）ではナビゲーターを務めている）。